# Anarete edwardsi
Anarete edwardsi är en tvåvingeart som beskrevs av Pritchard 1951. Anarete edwardsi ingår i släktet Anarete och familjen gallmyggor.
Artens utbredningsområde är Minnesota. Inga underarter finns listade i Catalogue of Life.